# 큐로셀
큐로셀(Curocell Inc.)는 대한민국의 CAR-T 치료제 개발기업이다. 본사는 대전시 유성구 국제과학16로 11에 위치해 있으며 대표이사는 김건수이다.

## 사업
차세대 림프종 치료제을 개발중이다

## 역사
2016년 설립되었다

## 상장
코스닥 시장에 공모가 2만원에 2023년 11월 9일에 상장하였다.

## 역사
2024년 4월 19일 국내사모 전환사채 발행하였으며, 4년 연속 영업이익 적자를 기록하였다.
- 2020년 영업이익 -105억
- 2021년 영업이익 -152.9억
- 2022년 영업이익 -214.2억
- 2023년 영업이익 -311.3억

## 참고문헌
1. ↑  큐로셀, 대전 바이오헬스 우수기업으로 선정, 바이오타임즈, 2023-12-21
2. ↑  남대열, 우수기업 선정 큐로셀, 지역 산업체 탐방 프로그램 참여, 히트뉴스, 2023.12.21
3. ↑  김사무엘, 큐로셀, 림프종 치료제 '안발셀' 임상2상 성공…주가 14% 급등, 머니투데이, 2024.03.07
4. ↑  권혁진 , DI+의약정보 큐로셀, 국가대표 CAR-T 세포치료제 기업으로 '우뚝', 약업신문, 2023-12-15
5. ↑  김찬혁, 큐로셀, 청약 경쟁률 170대 1 기록…차주 상장, 청년의사, 2023-11-01